# St.-Andrew-Inseln
Die St.-Andrew-Inseln (englisch Saint Andrews Islands) sind eine Inselgruppe im Norden von Papua-Neuguinea. Politisch sind sie Teil der Provinz Manus.

## Geographie
Die St.-Andrew-Inseln sind eine Untergruppe der Admiralitätsinseln. Sie liegen in der Region  der St.-Andrew-Inseln, 5,5 km südöstlich von Lou und 5 km nordöstlich der Pam-Inseln. Sie sind vulkanischen Ursprungs.
Hauptinsel ist Waikatu Island (Andrew Island). Die übrigen Inseln sind Ngowui (Violet), Paliai (Bull) und Kumuli (Broadmead).

## Geschichte
Die Inseln werden wahrscheinlich seit etwa 1500 v. Chr. von Melanesiern bewohnt. Das Gebiet kam im Jahr 1885 unter deutsche Verwaltung und gehörte seit 1899 zu Deutsch-Neuguinea. Während des Ersten Weltkrieges wurden die Inseln von australischen Truppen erobert und nach dem Krieg als Mandat des Völkerbundes von Australien verwaltet.
Von 1942 bis 1944 wurden die Inseln von Japan besetzt, kehrten aber 1949 in australische Verwaltung zurück, bis Papua-Neuguinea 1975 unabhängig wurde.